# Goux-les-Usiers
Goux-les-Usiers – miejscowość i gmina we Francji, w regionie Burgundia-Franche-Comté, w departamencie Doubs.
Według danych na rok 1990 gminę zamieszkiwało 565 osób, a gęstość zaludnienia wynosiła 32 osoby/km² (wśród 1786 gmin Franche-Comté Goux-les-Usiers plasuje się na 283. miejscu pod względem liczby ludności, natomiast pod względem powierzchni na miejscu 141.).